# エレメンタルタワーズ
エレメンタルタワーズはSEモバイル・アンド・オンラインが運営するMOアクションRPGである。2008年4月4日より正式サービスを行っていたが、2008年7月4日12:00にサービスを終了した。
開発・運営ともに国内で行う国産タイトルであったが、正式サービス開始以降は目立ったアップデートやイベントも無く、新規参入者が振るわずサービス終了に至ったと思われる。
| スタブアイコン | サブスタブ | この項目は、まだ閲覧者の調べものの参照としては役立たない、コンピュータゲームに関連した書きかけの項目です。この項目を加筆・訂正などしてくださる協力者を求めています（P:コンピュータゲーム/PJ:コンピュータゲーム）。 |